# Синдром урођене рубеоле
Синдром урођене рубеоле  (СУР) једана је од инфективним болести која се може појавити код растућег фетуса труднице која је оболела од рубеоле током првог тромесечја. Болест је открио 1941. године аустралијски лекар Сер Норман Мекалистер Грег (1892-1966).

## Епидемиологија
Синдром урођене рубеоле је у великој мери недовољно пријављена болест, јер многе земље немају капацитет за спровођење надзора над овим стање. Процењује се да сваке године у свету оболи око 105.000 нових случајева од синдром урођене рубеоле. Земље са трајно високим стопама имунизације су у великој мери смањиле или елиминисале рубеолу и синдром урођене рубеоле.
Ако се жена зарази између једног и двадесет осам дана пре зачећа, постоји 43% шансе да ће се дете родити са болешћу. Ако се инфекција догоди између једне и дванаест недеља након зачећа, шансе су 51%; ако се мајка зарази између тринаест и двадесет шест недеља након зачећа, шансе су 23%. Деца обично не оболе од рубеоле ако је мајка има током трећег тромесечја, или између двадесет шест и четрдесет недеља након зачећа.

## Етиологија
Вирус рубеоле (РВ) је РНА вирус из породице тогавируса (Togaviridae family) из рода Рубивирус, који се преноси капљицама које се излучују из респираторног секрета заражених особа. Тератогени ефекти инфекције током трудноће оштећују ембрион и фетус у развоју.  

## Патогенеза
Патогенеза синдрома конгениталне рубеоле је мултифакторска и укључује следеће:
- Неинфламаторну некрозу хорионског епитела у ендотелним ћелијама које се затим транспортују у феталну циркулацију и феталне органе.
- Интрацелуларни актин инхибира инфекција рубеолом, што доводи до инхибиције митозе и ограниченог развоја ћелија прекурсора.
- Повећана регулација цитокина и интерферона у инфицираним ћелијама што може допринети конгениталним дефектима.

## Клиничка слика

### Главне клиничке манифестације код мајке
Период инкубације инфекције вирусом рубеоле  је 14 дана (распон 12 до 23 дана). Клинички симптоми укључују:
- повишену температуру(<39 °C),
- главобољу,
- коњуктивитис и ринитис.
- карактеристичну постаурикуларна, окципиталну и задња цервикална аденопатију (оток лимфних чворова), која претходи црвеном, макулопапулозном осипу 5-10 дана.
- осип који се јавља код 50-80% оболелих од рубеоле,и  почиње на лицу и врату, а напредује до доњих делова тела и траје око три дана.
- бол у зглобовима (артралгија), код око 70% жена.

### Главне клиничке манифестације код новорођенчета
Ако се примарна инфекција рубеолом појави током трудноће, вирус може инфицирати плаценту и фетус, изазивајући констелацију специфичних малформација означених као синдром урођене рубеоле. Класична тријада клиничких манифестација повезаних са синдромом урођене рубеоле међу преживелим новорођенчадима су:
- оштећење слуха,
- урођене срчане мане – посебно, стеноза гране плућне артерије и отворени дуктус артериосус
- аномалије ока као што су катаракта, пигментна ретинопатија, хориоретинитис или урођени глауком.

Додатни клинички знаци укључују:
- пурпуру коже (лезије на кожи попут мафина од боровнице),
- спленомегалију (увећање слезине),
- микроцефалију (мали обим главе),
- кашњење у развоју,
- менингоенцефалитис,
- ниску порођајну тежину,
- радиолуцентну болест костију,
- жутицу, која се јавља у року од 24 сата након рођења.

Период концепције и рана трудноћа (8–10 недеља) су најугроженији временски оквири и представљају највећи ризик од синдрома урођене рубеоле, који износи чак 90%. 
Синдром урођене рубеоле може довести до смрти фетуса. 
Код новорођенчади са синдромом урођене рубеоле, оштећење слуха, симптоми ока и заостајање у развоју можда ће бити откривени тек касније.
Ако се инфекција рубеолом код мајке дијагностикује након 18 недеља гестације, фетус може бити заражен, али обично не развија знаке и симптоме синдрома урођене рубеоле. Одојчад са лабораторијским доказима о рубеоли и без икаквих знакова или симптома синдрома урођене рубеоле класификована су само у групу оболела од конгениталне инфекције рубеолом.

## Дијагноза
Међу лабораторијским тетстовима који се користе код синдрома урођене рубеоле спадају:
- тест за откривање антителе на имуноглобулин М (ИгМ) против рубеоле (одојчади <6 месеци) у серуму;
- тест за утврђивање ниво антитела имуноглобулина Г (ИгГ) на рубеолу у серуму; који је обично присутан у најмање у два наврата између 6 и 12 месеци старости (у одсуству вакцине против рубеоле или изложености рубеоли),
- тест за детекцију вируса рубеоле (тестови амплификације нуклеинске киселине или изолација вируса рубеоле) из клиничког узорка. Оптимални узорак је брис грла; међутим, прихватљиви су и брисеви из носа, крв, мокраће или цереброспинална течност.
- тестови амплификације нуклеинске киселине (НААТ) који нису ограничени на, ланчану реакцију полимеразе реверзне транскриптазе (РТ-ПЦР), РТ-ПЦР у реалном времену, квантитативни РТ-ПЦР и секвенцирање следеће генерације.

### Одојчад
Код одојчади тестови ЦРИ, ИгМ могу бити негативан при рођењу и код новорођенче за које се сумња да болују од  синдрома урођене рубеоле треба поновити тестира у 1 месецу старости. Иако ИгМ може постојати до 12 месеци старости, у 50% случајева, ИгМ је негативан у доби од 6 месеци и треба га допунити ИгГ тестирањем. ИгГ тестирање би требало да укључи серијско тестирање како би се обезбедио одржив ниво ИгГ после 10 месеци (када су мајчина антитела ослабила) и пре вакцинације.
Тестирање би такође требало да укључи откривање вируса (путем НААТ-а или изолације вируса) током неколико месеци ради ослобађања вируса док тест није негативан у два наврата у размаку од најмање једног месеца. Доказано је да бебе са  синдромом урођене рубеоле или ослобађају вирус до 27 месеци након рођења и могу бити извор избијања рубеоле.

### Труднице
Труднице изложене рубеоли треба да се подвргну ИгМ тестирању серума. Ако се ИгМ за рубеолу открије код труднице без историје болести или контакта са обољелим од рубеоле, оправдана је даља лабораторијска испитивања како би се искључио лажно позитиван резултат теста.
У неким земљама, труднице се рутински прегледају на ИгГ антитела на рубеолу. Ако је ИгГ антитело негативно, препоручује се вакцинација након порођаја јер вакцина садржи живи вирус. Вакцинацију против рубеоле током трудноће треба избегавати.

## Диференцијална дијагноза
Диференцијалнодијагностички треба имати у виду следеће болести:
- Инфекције херпесвирусом 6
- Морбили
- Инфекције парвовирусом б19
- Педијатријски контактни дерматитис
- Педијатријска цитомегаловирусна инфекција
- Дечје ентеровирусне инфекције
- Педијатријска мононуклеоза
- Педијатријске инфекције микоплазмама
- Педијатријски сифилис
- Токсоплазмоза

## Терапија
Како не постоји специфичан третман за конгениталну рубеолу, лечење се заснива на симптоматској терапији.  Како не постоји лек за синдром; стога превенција треба да буде циљ.
Пренатални третман
Пренатални третман мајке и фетуса зависи од гестацијске старости на почетку инфекције. Ако се инфекција догоди пре 18 недеља гестације, фетус је под високим ризиком од инфекције и озбиљних симптома. О прекиду трудноће би се могло разговарати у складу са локалним законодавством. Препоручује се детаљан ултразвучни преглед и процена вирусне РНК у амнионској течности.
За инфекције након 18 недеља гестације, трудноћа се може наставити ултразвучним надзором праћеним неонаталним физичким прегледом и тестирањем на РВ-ИгГ.
Ограничени подаци указују на корист интрамускуларног имуноглобулина (ИГ) за инфекцију рубеоле код мајке, што доводи до смањења излучивања вируса и ризика од инфекције фетуса.
И у овом облику рубела лечење је симптоматско уз непрестани скрининг вида и слуха новорођенчади .
Постнатални третман
Када прегледом очију офталмолог утврди замагљења рожњаче , катаракту  или ретинопатију предузима се адекватно лечење очију .
Беба са урођеним рубела синдромом и развијеним респираторним дистресом, захтева лечење у одељењу за интензивну негу. Беба са хепатоспленомегалијом не захтева посебан облик лечења али мора бити под сталним клиничким мониторингом, а бебе са хипербилирубинемијом могу захтевати фототерапију или замену крви (трансфузију) како би се спречила енормна хипербилирубинемија и појава тешког иктеруса (жутице).
Код тежег хеморагичног синдрома и тромбоцитопеније могу се применити имуноглобулини (ИВИГ). Примена кортикостероида је ограничена (сам за одређене случајеве).
Код одојчади која у току рубеле испоље манифестна оштећење срца, треба пажљиво пратити знаке конгестивне срчане инсуфицијенције. Ехокардиографија мора бити од суштинског значаја за дијагнозу и даље праћење уочене срчане мане.
Контактна изолација обавезна је код пацијенте са урођеном рубелом у току хоспитализације, јер су бебе заражене на рођењу обично инфективне до старости од 1 године, осим ако су резултати налаза културе вируса негативни.
Мере контроле
Децу са синдромом конгениталне рубеоле треба сматрати заразним до најмање једне године старости, осим ако се две негативне културе не добију у размаку од једног месеца након 3 месеца старости. Новорођенчад треба изоловати. Хигијена руку је од највеће важности за смањење преноса болести урином код деце са урођеном инфекцијом рубеолом.

## Компликације у трудноћи
Инфекција рубеолом током трудноће, може бити праћена бројним компликацијама. Оне су посебно изражене у првих осам недеља трудноће када инфекција рубеолом резултује са око 90% случајева оштећења плода. Са напретком трудноће, ризик од компликација се смањује, тако да у средњој трећини трудноће пада на 25-30%. Могуће последице инфекције фетуса вирусом рубеоле су:
- спонтани побачај,
- превремени порођај,
- ембрионалне фетопатије — класична комбинација срчаних мана (септални дефект, тетралогија Фалот...),
- катаракта — нетранспарентност сочива ока
- унутрашња наглувост,  код појава инфекције рубеолом после четврте недеље трудноће, или изолована глувоћа код инфекција ува након 20. недеље трудноће.[21]

Остале компликације су мала тежина новорођенчета на рођењу, склоност ка крварењу због смањења броја крвних плочица ( тромбоцитопенична пурпура), енцефаломенингитис, упала јетре, увећање јетре и слезине, упала срчаног мишића (миокардитис) или смањен обим главе новорођенчета (микроцефалија).

## Непомене
1. ↑  Замагљење рожњаче може указати на инфантилни глауком ока.